# Corynoptera turbata
Corynoptera turbata är en tvåvingeart som beskrevs av Mohrig, Roeschmann och Björn Rulik 2004. Corynoptera turbata ingår i släktet Corynoptera och familjen sorgmyggor.
Artens utbredningsområde är Dominikanska republiken. Inga underarter finns listade i Catalogue of Life.